# Ufficio Politico del Partito del Lavoro d'Albania
L'Ufficio Politico del Partito del Lavoro d'Albania  era l'organo centrale del Partito del Lavoro di Albania durante il periodo di governo comunista. L'UP veniva eletto ad ogni congresso del partito e restava incarica fino al successivo.

## Composizione dell'Ufficio Politico dal 1948 in avanti
| 1º Congresso (1948) - 8 membri 1. Enver Hoxha 2. Mehmet Shehu 3. Hysni Kapo 4. Beqir Balluku 5. Gogo Nushi 6. Spiro Koleka 7. Tuk Jakova (fino al 1951) 8. Bedri Spahiu (fino al 07/04/1952) |  | 2º Congresso (1952) - 7 membri 1. Enver Hoxha 2. Mehmet Shehu 3. Hysni Kapo 4. Beqir Balluku 5. Gogo Nushi 6. Spiro Koleka 7. Liri Belishova |  | 3º Congresso (1956) - 9 membri 1. Enver Hoxha 2. Mehmet Shehu 3. Hysni Kapo 4. Spiro Koleka 5. Beqir Balluku 6. Gogo Nushi 7. Liri Belishova 8. Manush Myftiu 9. Rita Marko |  | 4º Congresso (1961) - 11 membri 1. Enver Hoxha 2. Mehmet Shehu 3. Hysni Kapo 4. Spiro Koleka 5. Beqir Balluku 6. Manush Myftiu 7. Gogo Nushi 8. Rita Marko 9. Adil Çarçani 10. Abdyl Këllezi 11. Ramiz Alia |  | 5º Congresso (1966) - 11 membri 1. Enver Hoxha 2. Mehmet Shehu 3. Hysni Kapo 4. Spiro Koleka 5. Beqir Balluku 6. Manush Myftiu 7. Rita Marko 8. Adil Çarçani 9. Gogo Nushi 10. Ramiz Alia 11. Haki Toska |  |

| 6º Congresso (1971) - 13 membri 1. Ramiz Alia 2. Beqir Balluku 3. Adil Çarçani 4. Kadri Hazbiu 5. Enver Hoxha 6. Hysni Kapo 7. Abdyl Këllezi 8. Spiro Koleka 9. Rita Marko 10. Manush Myftiu 11. Mehmet Shehu 12. Haki Toska 13. Koço Theodhosi |  | 7º Congresso (1976) - 12 membri 1. Ramiz Alia 2. Adil Çarçani 3. Llambi Gegprifti 4. Kadri Hazbiu 5. Enver Hoxha 6. Hekuran Isai 7. Hysni Kapo 8. Spiro Koleka 9. Rita Marko 10. Pali Miska 11. Manush Myftiu 12. Haki Toska |  | 8º Congresso (1981) - 13 membri 1. Enver Hoxha 2. Adil Çarçani 3. Hajredin Çeliku 4. Hekuran Isai 5. Kadri Hazbiu 6. Lenka Çuko 7. Manush Myftiu 8. Mehmet Shehu 9. Muho Asllani 10. Pali Miska 11. Ramiz Alia 12. Rita Marko 13. Simon Stefani |  | 9º Congresso (1986) - 13 membri 1. Adil Çarçani 2. Hajredin Çeliku 3. Hekuran Isai 4. Lenka Çuko 5. Manush Myftiu 6. Muho Asllani 7. Pali Miska 8. Ramiz Alia 9. Rita Marko 10. Simon Stefani 11. Prokop Murra 12. Besnik Bekteshi 13. Foto Çami |  |

| 10º Congresso (1991) - 13 membri 1. Ramiz Alia 2. Muho Asllani 3. Besnik Bekteshi 4. Foto Çami 5. Adil Çarçani 6. Hajredin Çeliku 7. Vangjel Çërrava 8. Lenka Çuko 9. Xhelil Gjoni 10. Hekuran Isai 11. Pali Miska 12. Kiço Mustaqi 13. Simon Stefani |

### Esplicative
1. ↑  Fino al 09/09/1960, viene sostituito da Ramiz Alia.

### Bibliografiche
1. 1 2 3 4 5 6 7 8 9 10   ALBBURO, su www.kolumbus.fi. URL consultato il 16 agosto 2025 (archiviato dall'url originale l'11 febbraio 2019).
2. ↑   Richard Staar, Yearbook in Communist Affairs - 1977, Hoover Press, 1977.
3. ↑   Richard Staar, Communist Regimes in Eastern Europe, 4ª ed., Hoover Press, 1982,  p. 10, ISBN 0-8179-7692-2, LCCN 81-84232.
4. ↑   Charles Hobday, David Scott Bell e Roger East, Communist and Marxist parties of the world, Longman, 1990,  p. 167.
5. ↑   Miranda Vickers e James Pettifer, Albania: From Anarchy to a Balkan Identity, New York University Press, 1997,  p. 297, ISBN 9780814787953, OCLC 36663098.